# Complexe moteur migrant
 (avril 2017).
Si vous disposez d'ouvrages ou d'articles de référence ou si vous connaissez des sites web de qualité traitant du thème abordé ici, merci de compléter l'article en donnant les références utiles à sa vérifiabilité et en les liant à la section « Notes et références ».
Le complexe moteur migrant (ou complexe myoélectrique migrant, CMM) est une activité électrique et contractile de la motilité digestive qui a lieu dans les périodes interdigestives (entre deux repas), et interrompu par la prise d'aliments. 
Chaque complexe moteur migrant est un cycle constitué de trois phases : 
- Phase I : phase de repos
- Phase II : phase d'activité irrégulière
- Phase III : phase d'activité régulière.

Le rôle exact de ces CMM reste assez imprécis, mais on sait toutefois que chaque CMM s'accompagne d'un accroissement des sécrétions gastriques, pancréatiques et duodénales. On pense qu'ils servent à évacuer le contenu dans l'intestin grêle entre deux repas, et aussi à transporter les bactéries de l'intestin grêle dans le colon. 

## Motricité du tube digestif
La paroi du tube digestif répond à un schéma général constitué de quatre tuniques disposées de façon concentrique autour de la lumière. Ces tuniques sont, de la plus profonde à la plus superficielle, : 
1. La muqueuse, constitué d'un épithélium de revêtement variable selon le segment du tube digestif considéré, et d'un chorion (ou lamina propria), qui est un tissu conjonctif aréolaire fournissant un apport vasculaire et nerveux à l'épithélium (les épithéliums ne sont jamais vascularisés, et reçoivent les nutriments par diffusion de ceux-ci dans le chorion sous-jacent). Ainsi, dans l'œsophage, l'épithélium est de type épidermoïde (malpighien non kératinisé), dans l'estomac de type prismatique simple, et dans l'intestin de type prismatique/cubique simple à microvillosités. De plus, une couche de fibres musculaires lisses d'épaisseur variable se situe dans la lamina propria, appelée la muscularis mucosae.
2. La sous-muqueuse, qui est un tissu conjonctif plus ou moins dense irrégulier. Il renferme des amas de ganglions nerveux formant le plexus sous-muqueux de Meissner ;
3. La musculeuse, constituée de deux couches de fibres musculaires lisses : une couche circulaire interne et une couche longitudinale externe. Chaque couche est un faisceau de muscle unitaire : chaque myocyte communique avec les myocytes voisins par des jonctions communicantes (nexus, gap junctions, permettant ainsi de coordonner leur activité. Les deux couches sont séparées par le plexus myentérique d'Auerbach.
4. La tunique externe, pouvant être une adventice ou une séreuse. Les segments intrapéritonéaux sont revêtus d'une séreuse (péritoine viscéral, suspendu par les mésentères), et les segments extra-péritonéaux (rétro-, secondairement rétro-péritonéaux) sont revêtus par une adventice mais leur face antérieure vient généralement au contact du péritoine pariétal.

La tunique musculeuse est celle qui nous intéresse dans le cadre de la motricité digestive. Les deux plexus de la paroi (plexus de Meissner et d'Auerbach) forment l'innervation intrinsèque du tube digestif, appelé le système nerveux entérique (considéré comme une subdivision du système nerveux autonome). De plus, le tube digestif reçoit des fibres du SNA orthosympathique et parasympathique, formant ainsi son innervation extrinsèque. L'innervation parasympathique efférente est apportée par le nerf vague (nerf crânien X) et, dans la moitié distale du colon, par des nerfs splanchniques pelviens. L'innervation orthosympathique est apportée par des fibres efférentes des ganglions prévertébraux (ganglions cœliaque, mésentérique supérieur et inférieur). Les fibres parasympathiques qui cheminent dans les nerfs vague et splanchnique pelviens sont des fibres préganglionnaires : elles font synapse directement dans la paroi du tractus (ganglions intra-pariétaux) avec des fibres postganglionnaires parasympathiques situées dans le SNE. La paroi du tractus reçoit les efférences orthosympathiques de fibres post-ganglionnaires issus des ganglions prévertébraux. Dès lors, le système parasympathique a un contrôle beaucoup plus fin de la motricité et des sécrétions.  
La tunique musculeuse comprend des cellules musculaires spécialisées et atypiques appelées les cellules interstitielles de Cajal,. Ces cellules n'agissent non pas pour la contraction, mais plutôt dans l'établissement d'un rythme électrique de base grâce à leur propriété de dépolarisation spontanée : elles fonctionnent comme centre rythmogène (pacemaker) qu'elles communiquent aux deux couches de cellules musculaires. De plus, elles permettent la coordination entre les deux couches, en recevant les efférences des motoneurones du SNE. 
Ces cellules de Cajal sont responsables des ondes lentes (OL). Les ondes lentes sont des variations cycliques du potentiel membranaire de +/- 5-15 mV. Ce ne sont pas des potentiels d'action,mais simplement des variations du potentiel membranaire qui n'engendrent pas de modification du tonus de contraction, mais créent des périodes durant lesquelles les muscles lisses sont plus propice à être excités (dépolarisation) suivies de périodes durant lesquelles ils sont moins propices à être excités. Les ondes lentes en elles-mêmes ne suffisent pas à déclencher des potentiels d'action : d'autres stimuli excitateurs (nerveux, hormonaux, paracrines, ou mécaniques) pourront alors déclencher des potentiels de pointes. Les potentiels de pointes sont en revanche des potentiels d'action mais qui durent plus longtemps que les potentiels d'actions que l'on rencontre dans les neurones du SNC. Ces potentiels d'actions provoquent l'ouverture de canaux Ca2+ voltage dépendant de type L (canaux DHP) qui modulent le tonus de contraction. Ces deux phénomènes, les ondes lentes et les potentiels de pointes, sont à la base de la motilité digestive et se rencontrent partout dans le tractus gastro-intestinal à l'exception de l’œsophage qui comprend des fibres multi-unitaires. Ils ont lieu constamment dans la tunique musculeuse. En revanche, la fréquence d'apparition des ondes lentes dépend du segment du tube digestif : il est maximal dans le duodénum, et minimal dans l'iléon terminal. La fréquence ne décroit pas de façon graduelle, mais en marche d'escalier (voir article sur les ondes lentes). 

### Phase I
La phase I est uniquement caractérisée par des ondes lentes. C'est une phase dite de repos moteur : les ondes lentes sont des variations passives et le coût énergétique associé est faible. Au cours d'une telle phase, le tonus musculaire ne varie que de très peu. Elle dure environ entre 35 et 60 minutes chez l'homme. 

### Phase II
La phase II est caractérisée par une activité irrégulière. Les ondes lentes sont toujours présentes, avec une même fréquence, mais entre l'apparition de deux ondes lentes, on observe l'apparition inconstante de potentiels de pointes de courte durée (toutefois variable), qui modulent le tonus musculaire. Chaque potentiel de pointe provoque une augmentation de la tonicité. Puisqu'elles sont irrégulières, ces dépolarisations provoquent des contractions permettant le mélange plutôt que la propulsion du chyme en aval. Elle sert donc le mélange des sécrétions pancréatiques, biliaires et gastriques dans la lumière de l'intestin. Cette phase dure entre 25 et 60 minutes. 

### Phase III
La phase III est caractérisée par une activité régulière : deux ondes lentes sont séparées par des potentiels de pointes assez long et coordonnées, qui modulent le tonus musculaire. Cette phase III est caractérisée par des mouvements propulsifs du chyme vers les segments d'aval de l'intestin, et l'acheminent ainsi jusqu'à l'iléon terminal. Cette phase dure environ 10 minutes, et est appelée également le housekeeper de l'intestin, car ses contractions propulsives évacuent les débris cellulaires et les bactéries vers le gros intestin. C'est au cours de cette phase III que l'on peut entendre chez certains individus à jeun le borborygme (gargouillements).

## Pathologies associées aux dysfonctions des CMM
Le CMM est un schéma de motilité récurrent et cyclique qui se produit dans l'estomac et l'intestin grêle pendant le jeûne et qui est interrompu par l'alimentation. La phase III est la plus active, avec une série de contractions provenant de l'antre ou du duodénum et migrant de manière distale. Historiquement, cette structure était désignée comme étant la femme de ménage de l’intestin puisque ses perturbations étaient associées à une prolifération bactérienne de l’intestin grêle,. La découverte de la motiline en 1973 a jeté davantage de lumière sur les mécanismes de contrôle des CMM. Les concentrations plasmatiques de motiline fluctuent en même temps que les phases des CMM et induisent des contractions de phase III débutant au niveau gastrique. Des recherches récentes suggèrent que ces contractions de phase III induites par la motiline signalent la faim chez des sujets en bonne santé et que ce système est perturbé chez les patients atteints d'obésité morbide. 
Le contrôle du CMM est complexe. La phase III du CMM d'origine antrale peut être induite chez l'homme par l'administration intraveineuse de motiline, d'érythromycine ou de ghréline, tandis que l'administration de sérotonine ou de somatostatine induit une activité de phase III d'origine duodénale.  
Le rôle du nerf vague dans le contrôle du CMM semble être limité à l'estomac, car la vagotomie supprime l'activité motrice de l'estomac, mais laisse intacte l'activité périodique dans l'intestin grêle. Le rôle physiologique du CMM n'est pas complètement compris, mais son absence a été associée à la gastroparésie, à la pseudo-obstruction intestinale et à la colonisation bactérienne de l'intestin grêle.  
Mesurer la motilité du tractus gastro-intestinal peut être important pour le diagnostic des troubles gastro-intestinaux.  
Une altération de cette phase III favorise notamment le développement d'une colonisation bactérienne chronique de l'intestin grêle (CBCG ou SIBO),, source notamment de ballonnements, de diarrhées, voire de stéatorrhée, de la majorité des intolérances alimentaires (dont l'intolérance au lactose est la plus connue, mais qui peut être étendue à tous les FODMAP). Une hyper-production de lipopolysaccharide (LPS) par les bactéries gram négatif qui prolifèrent entraîne une hyperperméabilité intestinale, source de nombreux symptômes et pathologies, dont la majorité des maladies auto-immunes.